# Teste de Dirichlet
Em matemática, o teste de Dirichlet (referente a Johann Peter Gustav Lejeune Dirichlet) demonstra a convergência de séries numéricas que podem ser escritas na forma:
{\displaystyle \sum _{n=1}^{\infty }a_{n}b_{n}}
onde as duas propriedades são verificadas:
- {\displaystyle \left|\sum _{n=1}^{N}a_{n}\right|<M} para todo {\displaystyle N>0}
- {\displaystyle b_{1}\geq b_{2}\geq b_{2}\geq \ldots \geq b_{n}\to 0}

O teste de Dirichlet é uma generalização do teste de Abel, que exige que a série {\displaystyle \sum _{n=1}^{\infty }a_{n}} seja convergente.

## Exemplo
Sendo θ a medida em radianos de um ângulo tal que {\displaystyle cos(\theta )\neq 1\,}, considere a série:
{\displaystyle \sum _{n=1}^{\infty }{\frac {\sin(n\theta )}{n}}}
Defina {\displaystyle a_{n}=\sin(n\theta )\,} e {\displaystyle b_{n}={\frac {1}{n}}}
É claro que {\displaystyle b_{n}} é decrescente e converge para zero. E como pode-se mostrar que:
{\displaystyle \sum _{n=1}^{N}\sin(n\theta )=\sin(N\theta )+{\dfrac {\sin((N-1)\theta )-\sin(N\theta )+\sin \theta }{2-2\cos \theta }}\,}
a segunda hipótese é satisfeita e a série converge.
Note-se que nem a série {\displaystyle \sum _{n=1}^{\infty }a_{n}\,} nem a série {\displaystyle \sum _{n=1}^{\infty }b_{n}\,} convergem; esta série não passa no Teste de Abel.

## Versão para convergência de integrais
Sejam f e g funções satisfazendo:
- {\displaystyle f(x)\in C[a,+\infty ]} é tal que a sua antiderivada F no intervalo {\displaystyle [a,+\infty ]} é limitada, ou seja, {\displaystyle \exists M>0:\quad |F(x)|\leq M\quad \forall x>a}.
- {\displaystyle g(x)\in C^{1}[a,+\infty ],\quad g(x)>0,\quad g'(x)\leq 0\quad \forall x>a}.
- {\displaystyle \lim _{x\to +\infty }g(x)=0}.

Nestas condições:
- {\displaystyle \int _{a}^{+\infty }f(x)g(x)dx} converge.

Observe que este resultado mostra apenas a convergência no sentido de integral imprópria:
{\displaystyle \int _{a}^{+\infty }f(x)g(x)dx=\lim _{y\to \infty }\int _{a}^{+y}f(x)g(x)dx}
Não há qualquer garatia que a integral convirja absolutamente, como é o caso de:
{\displaystyle \int _{0}^{+\infty }{\frac {\sin(x)}{x}}dx={\frac {\pi }{2}}}
mas
{\displaystyle \int _{0}^{+\infty }{\frac {|\sin(x)|}{x}}dx=\infty }

## Demonstração
Defina:
- {\displaystyle R_{N}=\sum _{n=1}^{N}a_{n},~N>0}
- {\displaystyle S_{N}=\sum _{n=1}^{N}a_{n}b_{n},~N>0}
- {\displaystyle R_{0}=S_{0}=0\,}

Escreva para {\displaystyle k>0}:
{\displaystyle S_{N+k}-S_{N}=\sum _{n=N+1}^{N+k}a_{n}b_{n}=\sum _{n=N+1}^{N+k}\left(R_{n}-R_{n-1}\right)b_{n}=\sum _{n=N+1}^{N+k}R_{n}b_{n}-\sum _{n=N+1}^{N+k}R_{n-1}b_{n}\,}
Trocando índices temos:
{\displaystyle S_{N+k}-S_{N}=\sum _{n=N+1}^{N+k}R_{n}b_{n}-\sum _{n=N}^{N+k-1}R_{n}b_{n+1}=\sum _{n=N+1}^{N+k}R_{n}\left(b_{n}-b_{n+1}\right)-R_{N}b_{N+1}+R_{N+k}b_{N+k+1}\,}
Tomamos módulo e aplicamos a desigualdade triangular, observando que {\displaystyle |b_{n}-b_{n+1}|=b_{n}-b_{n+1}} pela monotocidade.
{\displaystyle \left|S_{N+k}-S_{N}\right|\leq \sum _{n=N+1}^{N+k}|R_{n}|\left(b_{n}-b_{n+1}\right)+|R_{N}|b_{N+1}+|R_{N+k}|b_{N+k+1}\,}
Da primeira hipótese, {\displaystyle |R_{n}|\leq M}, e assim:
{\displaystyle \left|S_{N+k}-S_{N}\right|\leq M\sum _{n=N+1}^{N+k}\left(b_{n}-b_{n+1}\right)+M\left(b_{N+1}+b_{N+k+1}\right)\,}
A soma telescópica pode ser simplificada:
{\displaystyle \left|S_{N+k}-S_{N}\right|\leq M\left(b_{N+1}-b_{N+k+1}\right)+M\left(b_{N+1}+b_{N+k+1}\right)\leq 3Mb_{N+1}\,}
Como {\displaystyle b_{n}\to 0}, escolha {\displaystyle N>0} tal que:
{\displaystyle 0\leq b_{n}\leq {\frac {\varepsilon }{3M}},\forall n>N}
Conclui-se que:
{\displaystyle \left|S_{N+k}-S_{N}\right|\leq \varepsilon \,}
E portanto {\displaystyle S_{n}} é uma sucessão de Cauchy e portanto convergente, o que completa a demonstração.

## Demonstração da versão para integrais
Para demonstrar o teorema de convergência de séries usa-se uma identidade conhecida como Soma por Partes.
{\displaystyle \sum _{n=1}^{\infty }f_{(n)}.\Delta g_{(n)}=f_{(n)}.g_{(n)}|_{1}^{n+1}-\sum _{n=1}^{\infty }g_{(n+1)}.\Delta f_{(n)}}
Esta identidade é análoga à integração por partes, Definindo algumas notações:
{\displaystyle \Delta f_{(n)}=f_{(n-1)}-f_{(n)}}
{\displaystyle g_{(n)}|_{1}^{n+1}=g_{(n+1)}-g_{(n)}}
Tem-se
{\displaystyle \sum _{n=1}^{\infty }f_{(n)}.\Delta g_{(n)}=f_{(n)}.g_{(n)}|_{1}^{n+1}-\sum _{n=1}^{\infty }g_{(n+1)}.\Delta f_{(n)}}
{\displaystyle g_{(n)}=S_{n-1}} e {\displaystyle f_{(n)}=b_{n}}
{\displaystyle \sum _{n=1}^{\infty }b_{(n)}.\Delta S_{(n-1)}=\sum _{n=1}^{\infty }b_{n}a_{n}} onde  {\displaystyle \Delta S_{n-1}=a_{(n)}}
Então
{\displaystyle \sum _{n=1}^{\infty }f_{(n)}.\Delta g_{(n)}=b_{(n)}.S_{n-1}|_{1}^{n+1}-\sum _{n=1}^{\infty }S_{n}\Delta b_{(n)}}
{\displaystyle \sum _{n=1}^{\infty }f_{(n)}.\Delta g_{(n)}=b_{(n+1)}.S_{n}-b_{1}S_{0}-\sum _{n=1}^{\infty }S_{n}\Delta b_{(n)}}
{\displaystyle \sum _{n=1}^{\infty }f_{(n)}.\Delta g_{(n)}=b_{(n+1)}.S_{n}-\sum _{n=1}^{\infty }S_{n}\Delta b_{(n)}}
{\displaystyle \sum _{n=1}^{\infty }f_{(n)}.\Delta g_{(n)}=b_{(n+1)}.S_{n}+\sum _{n=1}^{\infty }S_{n}(-\Delta b_{(n)})}
Assim o {\displaystyle \lim _{n\to \infty }b_{n+1}S_{n}=0} pois {\displaystyle S_{n}} é limitada e o {\displaystyle \lim _{n\to \infty }b_{n}=0}
Tem-se ainda, por definição, que {\displaystyle b_{n}} é decrescente, logo {\displaystyle \Delta b_{(n)}=b_{(n+1)}-b_{n}\leq 0\Rightarrow (-\Delta b_{(n)}\geq 0}, o que torna a série
{\displaystyle \sum _{n=1}^{\infty }S_{n}(-\Delta b_{(n)})} absolutamente convergente pois {\displaystyle S_{n}} é limitada, então {\displaystyle \mid S_{n}\mid \leq c>0}.
Então: {\displaystyle \sum _{n=1}^{\infty }\mid S_{n}\mid .\mid (-\bigtriangleup b_{n})\mid }, com {\displaystyle (-\bigtriangleup b_{n})} não negativo.
={\displaystyle \sum _{n=1}^{\infty }\mid S_{n}\mid .(-\bigtriangleup b_{n})\leq \sum _{n=1}^{\infty }c(-\bigtriangleup b_{n})},  pois  {\displaystyle \mid S_{n}\mid \leqslant c}
={\displaystyle -c.(b_{n+1}-b_{n})} onde aplica-se a soma telescópica.
Por comparação:
{\displaystyle \sum _{n=1}^{\infty }\mid S_{n}\mid .\mid (-\bigtriangleup b_{n})\mid \leq -c.(b_{n+1}-b_{n})},onde {\displaystyle b_{n+1}} tende à zero, e portanto a série é absolutamente convergente, implicando que a série {\displaystyle \sum _{n=1}^{\infty }a_{n}b_{n}} é convergente.